# Christmas Day 〜Deluxe edition〜
『Christmas Day 〜Deluxe edition〜』（クリスマス・デイ〜デラックス・エディション〜）は、崎谷健次郎の通算1枚目のカバーアルバム。2010年12月1日に発売。

## 解説

### 作品構成
- 本作は、1994年、2002年、2003年の発表曲に2010年11月に新作品を加えて収録・再構成した崎谷健次郎プロデュースによる自身初のカバーアルバムである。
- 誰のために雪は降る

17th.シングル収録曲の16年ぶりリメイク。
- Sleigh Bells Melody（Christmas Day〜Jingle Bells〜）

初のメドレーソング。オリジナル楽曲である「Christmas Day」に、U2、ジョン・レノン、クリスマス讃美歌、クリスマス祝歌、シューベルトの古典からニューミュージックまでの楽曲をカバーしている。
- Silent Night

2002年12月発表のファンクラブ限定盤からの再録。公式メールマガジンでは、「（2002復刻リミックス、リマスタリングver）」と紹介されている。
- We Wish You A Merry Christmas

2002年12月発表のファンクラブ限定盤からの再録。公式メールマガジンでは、「（2002復刻リミックス、リマスタリングver）」と紹介。
- O Christmas Tree

2003年12月発表のファンクラブ限定盤からの再録。公式メールマガジンでは、「（2003復刻リミックス、リマスタリングver）」と紹介されている。
- Ave Maria

2003年12月発表のファンクラブ限定盤からの再録。公式メールマガジンでは、「（2003復刻リミックス、リマスタリングver）」と紹介。

### 作品制作
- 制作はLUNCH TIME CAFÉ、発売元はIMPRESSIONである。
- 2010年12月25日開催のコンサート会場（東京・南青山マンダラ）、通信販売限定盤。
- 2010年12月8日、UNIVERSAL MUSICよりデジタル配信されていた。
- 演奏・歌・コーラスは、崎谷健次郎。
- マスタリング・エンジニアは、北城浩志。
- CDジャケットは、無地中央に鈴を付けた白色ブーツへと金色の星が舞い降りる様子が描かれている[3]。イラストレーション・デザインは、神戸菜美子。

## 収録曲
1. 誰のために雪は降る
作詞：秋元康 / 作曲 / 編曲：崎谷健次郎
2. Sleigh Bells Melody（Christmas Day〜Jingle Bells〜）
  - 〜Christmas Day〜

作詞 / 作曲 / 編曲：崎谷健次郎
  - 〜Last Christmas〜

作詞 / 作曲：George Michael / 編曲：崎谷健次郎
  - 〜Happy Christmas(War is over)〜

作詞 / 作曲：John Lennon,Yoko Ono / 編曲：崎谷健次郎
  - 〜Rudolph The Red-Nose Reindeer〜

作詞 / 作曲：Johnny Marks / 編曲：崎谷健次郎
  - 〜Joy To The World〜

クリスマス讃美歌 / 編曲：崎谷健次郎
  - 〜Jingle Bells〜

作詞 / 作曲：James Pierpont / 編曲：崎谷健次郎
  - 〜Christmas Day〜

作詞 / 作曲 / 編曲：崎谷健次郎
3. Silent Night
作詞：Joseph Mohr / 作曲：Gruber Franz / 編曲：崎谷健次郎
4. We Wish You A Merry Christmas
イギリス・クリスマス祝歌 / 編曲：崎谷健次郎
5. O Christmas Tree
ドイツ・クリスマス祝歌 / 編曲：崎谷健次郎
6. Ave Maria
作詞：Sir Walter Scott / 作曲：Franz Peter Schubert / 編曲：崎谷健次郎